# Kuriakose Elias Chavara

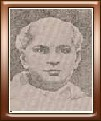
Fotoaufnahme des Heiligen

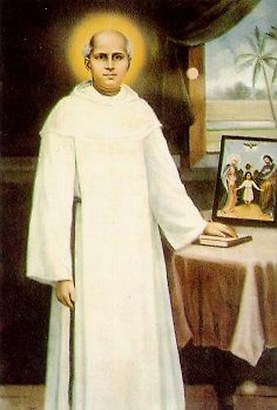
Gemälde des Heiligen

Kuriakose Elias Chavara (Malayalam കുര്യാക്കോസ്‌ ഏലിയാസ്‌ ചാവറ Kuryākkēās‌ Ēliyās‌ Cāvaṟa, Ordensname Kuriakose Elias of Holy Family CMI; * 10. Februar 1805 in Kainakary, bei Alleppey, Kerala, Indien; † 3. Januar 1871 in Koonammavu, bei Ernakulam, Kerala) ist ein Heiliger der katholischen Kirche. Er war Priester und Karmelit, Mitbegründer der Kongregationen „Carmelites of Mary Immaculate“ (CMI) und Congregation of the Mother of Carmel (CMC) sowie Generalvikar für die syrisch-katholischen Thomaschristen Indiens, die heutige Syro-malabarische Kirche.

## Leben und Wirken

### Herkunft und frühes Leben
Kuriakose Chavara wurde als fünftes Kind der katholischen Thomaschristen Cyriakus Chavara und Mariam geb. Thoppil, an der Malabarküste bei Alleppey geboren und am 18. Februar 1805 in der Pfarrkirche St. Joseph zu Chenamkary getauft.
Der Junge wuchs fromm auf; er schrieb u. a. darüber: „Meine Mutter brachte mir verschiedene Gebete bei, die sie mich in den ersten Nachtstunden auf Knien neben sich aufsagen ließ.“
Kuriakose besuchte im Alter von 5 bis 11 Jahren die Dorfschule und war ein eifriger Ministrant in der für ihn zuständigen Pfarrkirche St. Joseph, Chenamkary. Die süd-indischen, katholischen Thomaschristen unterstanden in jener Zeit dem (lateinischen) Apostolischen Vikar von Verapoly, damals Bischof Raymund Roviglia OCD (1752–1816). Für die unter seiner Jurisdiktion befindlichen Thomaschristen wählte er sich den einheimischen Priester Thomas Palackal (1780–1841) als Sekretär und Bevollmächtigten aus. Palackal war von tiefer Frömmigkeit und erwarb sich große Verdienste bei der Konsolidierung seines Ritus im frühen 19. Jahrhundert. Im Auftrag von Bischof Roviglia bereiste er alle syrisch-katholischen Pfarreien und reformierte ihr Gemeindeleben.

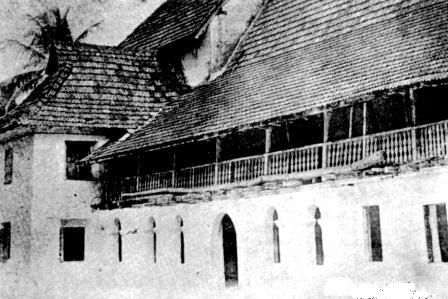
Das von Thomas Palackal geleitete Seminar in Pallipuram, wo Kuriakose Chavara die Tonsur erhielt.

Hierbei lernte er auch den Ministranten Kuriakose Chavara kennen, den es zum Priesterberuf zog. Auch der bischöfliche Beauftragte Thomas Palackal hielt ihn für geeignet und nahm ihn 1816 mit, in das von ihm geleitete Seminar seines Heimatortes Pallipuram. Hier erhielt Kuriakose Chavara 1817 die Klerikertonsur, musste jedoch das Institut später wieder verlassen, da seine Eltern sowie sein älterer Bruder starben und er sich um seine kleine Nichte kümmern musste. Als die familiären Angelegenheiten geordnet waren, wandte sich Chavara wieder seinem geistlichen Ziel zu. Er besuchte nun das Zentralseminar in Verapoly; 1827 wurde er Sub-Diakon, 1828 Diakon. Am 29. November 1829 empfing er durch den damaligen Apostolischen Vikar von Verapoly, Erzbischof Maurelius Stabilini (1828–1831), in der St. Andreas Basilika von Arthunkal die Priesterweihe.

### Ordensgründer und Karmelit

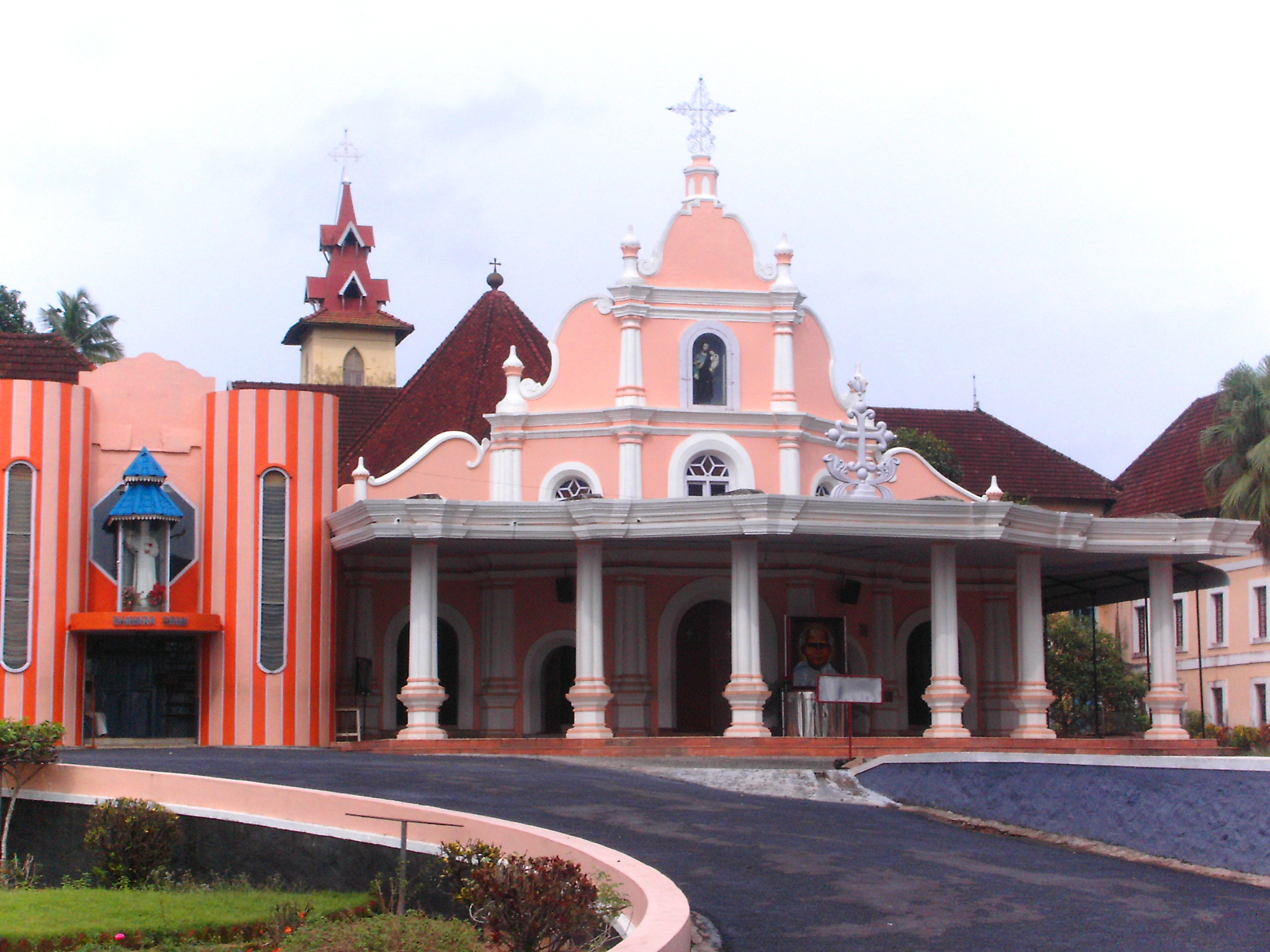
Klosterkirche Mannanam, heute Wallfahrtskirche mit dem Grab des heiligen Kuriakose Elias Chavara

Etwa zur gleichen Zeit beschlossen der Geistliche Thomas Palackal und sein Verwandter (mütterlicherseits) Thomas Kathanar (1799–1846), ein klösterliches Leben nach dem Muster der altchristlichen Eremiten zu beginnen. Dieses Eremitenkloster wurde am 11. Mai 1831 mit Unterstützung von Bischof Maurelio Stabilini OCD, Koadjutor des Apostolischen Vikars von Verapoly (1827–1837; † 1857), auf dem Berg Mannanam bei Alleppey gegründet, und Kuriakose Chavara gehörte neben den beiden älteren Priestern – von denen einer sein früherer Lehrer war – zu den Gründern. Der daraus allmählich erwachsende Orden nahm später den Namen Carmelites of Mary Immaculate (CMI) an und zählt heute zu den bedeutendsten Männerorden Indiens; 1833 wurde mit dem Kloster auch ein syro-malabarisches Priesterseminar verbunden.
Die beiden ursprünglichen Gründer starben 1841 bzw. 1846 und Pater Chavara war der letzte überlebende Mitbegründer der Gemeinschaft. Als der Orden am 8. Dezember 1855 kanonisch errichtet wurde, ernannte man ihn zum ersten Oberen und er nahm zur selben Zeit den Ordensnamen „Kuriakose Elias of Holy Family“ an.
Bereits 1844 hatte der zuständige Apostolische Vikar von Verapoly Pater Kuriakose Chavara zu seinem Beauftragten für die Gläubigen des syrischen Ritus bestellt. Die Formung dessen Klerus lag weitgehend in seinen Händen.

### Die „Affäre Rocos“

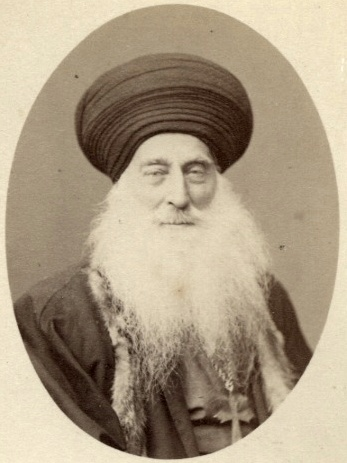
Patriarch Joseph VI. Audo von Babylon, einer der "Gegenspieler" des heiligen Kuriakose Chavara

1854 wurde Bernardine Baccinelli OCD zum neuen Apostolischen Vikar von Verapoly ernannt. Hiermit begann für die syro-malabarischen Katholiken eine schwierige Epoche. 
Angespornt durch seinen Eifer in der Organisation des kirchlichen Lebens und infolge eines übertriebenen Verlangens von Vereinheitlichung im liturgischen Leben, begann Baccinelli die unter seiner Jurisdiktion stehenden Thomaschristen dem lateinischen Ritus noch mehr anzugleichen als dies in der Vergangenheit ohnehin schon geschehen war. Er führte in ihrer ostsyrischen Liturgie beispielsweise römische Messgewänder und unbekannte Gebräuche wie den verpflichtenden Farbkanon der Paramente ein. Seine Maßnahmen riefen großen Unmut unter den katholischen Thomaschristen hervor. Die Situation verschärfte 1861 das Erscheinen eines Bischofs namens Thomas Rocos, den der mit Rom unierte chaldäische Patriarch von Babylon, Joseph Audo, nach Indien entsandt hatte, um den Thomaschristen beizustehen. Dies geschah jedoch ohne Absprache mit Rom und Rocos trat überdies in Indien mit dem Anspruch auf, vom Patriarchen im Auftrag Papst Pius IX. gesandt zu sein, um die Thomaschristen zu regieren. Es entwickelte sich ein Schisma; die meisten Thomaschristen sagten sich von der Herrschaft Bischof Baccinellis los und unterstellten sich dem irakischen Bischof Rocos. Von 154 Gemeinden wechselten 86 vollständig auf seine Seite über, 30 teilweise. Lediglich 38 Gemeinden blieben der legitimen kirchlichen Autorität treu.
Pater Kuriakose Chavara genoss unter den Thomaschristen großes Ansehen. Bischof Rocos bot ihm die Bischofsweihe an, falls er sich auf seine Seite stelle, was Chavara mit Hinweis auf die zu bewahrende Einheit der Kirche ablehnte. Er schrieb persönlich an den Papst und bat ihn um Klärung der Sachlage sowie um definitive Weisung was er tun solle. Dieser antwortete ihm brieflich am 5. September 1861 und Pater Chavara stellte sich nachdrücklich hinter die erhaltenen römischen Weisungen. Obwohl auch er die Latinisierung seines Ritus missbilligte, ordnete er sich der legitimen Autorität unter und unterstützte den Apostolischen Vikar Bernhardine Baccinelli, der ihn daraufhin für die syro-malabarischen Gemeinden zu seinem Generalvikar mit besonderen Vollmachten berief. Pater Chavara ist es zu verdanken, dass das Schisma nicht weiter um sich griff. Er bereiste im päpstlichen bzw. bischöflichen Auftrag jede einzelne Pfarrei und führte sie unter die Jurisdiktion des Vikariats Verapoly zurück. Dann verhandelte er mit Bischof Rocos, Indien zu verlassen und überredete Erzbischof Baccinelli, dem Iraker, den er inzwischen exkommuniziert hatte, die Heimfahrt zu bezahlen. Daraufhin kehrte dieser 1862 nach Mosul zurück, zumal ihn auch Patriarch Joseph Audo auf Anordnung des Papstes zurückbeordert hatte. Sowohl Audo als auch Rocos einigten sich mit dem Vatikan gütlich und das Schisma erlosch. Viele der von Bischof Baccinelli in Indien eingeführten liturgischen Veränderungen wurden aber erst 1957 unter Papst Pius XII. wieder rückgängig gemacht. Papst Pius IX. sprach Pater Chavara seine ausdrückliche Anerkennung bei der Vermeidung des drohenden Schismas aus und erließ 1872 über die gesamte Problematik die Enzyklika Quae in patriarchatu, in welcher unter den Kapiteln 4 und 5 der Fall ausführlich abgehandelt wird.

### Spiritualität und Verschiedenes
Kuriakose Chavara war ein glühender Verehrer der Hl. Eucharistie und er verbrachte lange Stunden im Gebet vor dem Tabernakel. Er führte im syro-malabarischen Ritus die alljährliche, 40-stündige eucharistische Anbetung als festen Brauch ein. Überdies war ein fruchtbarer theologischer Schriftsteller, der mehrere Bücher schrieb. In seinem Werk „Das Testament eines guten Vaters“ schrieb er u. a.: „Die Tage an denen wir niemanden einen Dienst erwiesen haben, sind nicht zu den nützlichen unseres Lebens hinzuzuzählen.“ Er pflegte selbst noch im fortgeschrittenen Alter ansteckende Kranke und kümmerte sich persönlich um Mittellose. 
Am 13. Februar 1866 gründete Pater Chavara zusammen mit der einheimischen Nonne Mother Eliswa (1831–1913), auf direkte Weisung von Bischof Bernard Baccinelli einen weiblichen Zweig seines Ordens, die erste Kongregation indischer Karmelitinnen. Dieser Frauenorden teilte sich am 17. September 1890, infolge der generellen Trennung der lateinischen und syrischen Jurisdiktionen von 1887, in einen syro-malabarischen und einen lateinischen Teil auf; ersterer unter dem Namen Congregation of the Mother of Carmel (CMC), letzterer mit der heutigen Bezeichnung Congregation of Teresian Carmelites (CTC).
Der Priester war aber auch ein Pionier der katholischen Pressearbeit. 1846 gründete er in Mannanam unter dem Namen St. Josephs`s Press die erste katholische Druckerei im heutigen Kerala, die erstmals auch in der Landessprache Malayalam publizierte. Der Verlag besteht bis heute (2011) und rief 1887 auch die größte katholische Tageszeitung Südindiens ins Leben, die Nazrani Deepika, jetzt Malyalam Deepika und die älteste, derzeit existierende Tageszeitung in der Sprache Malayalam.

### Krankheit und Tod

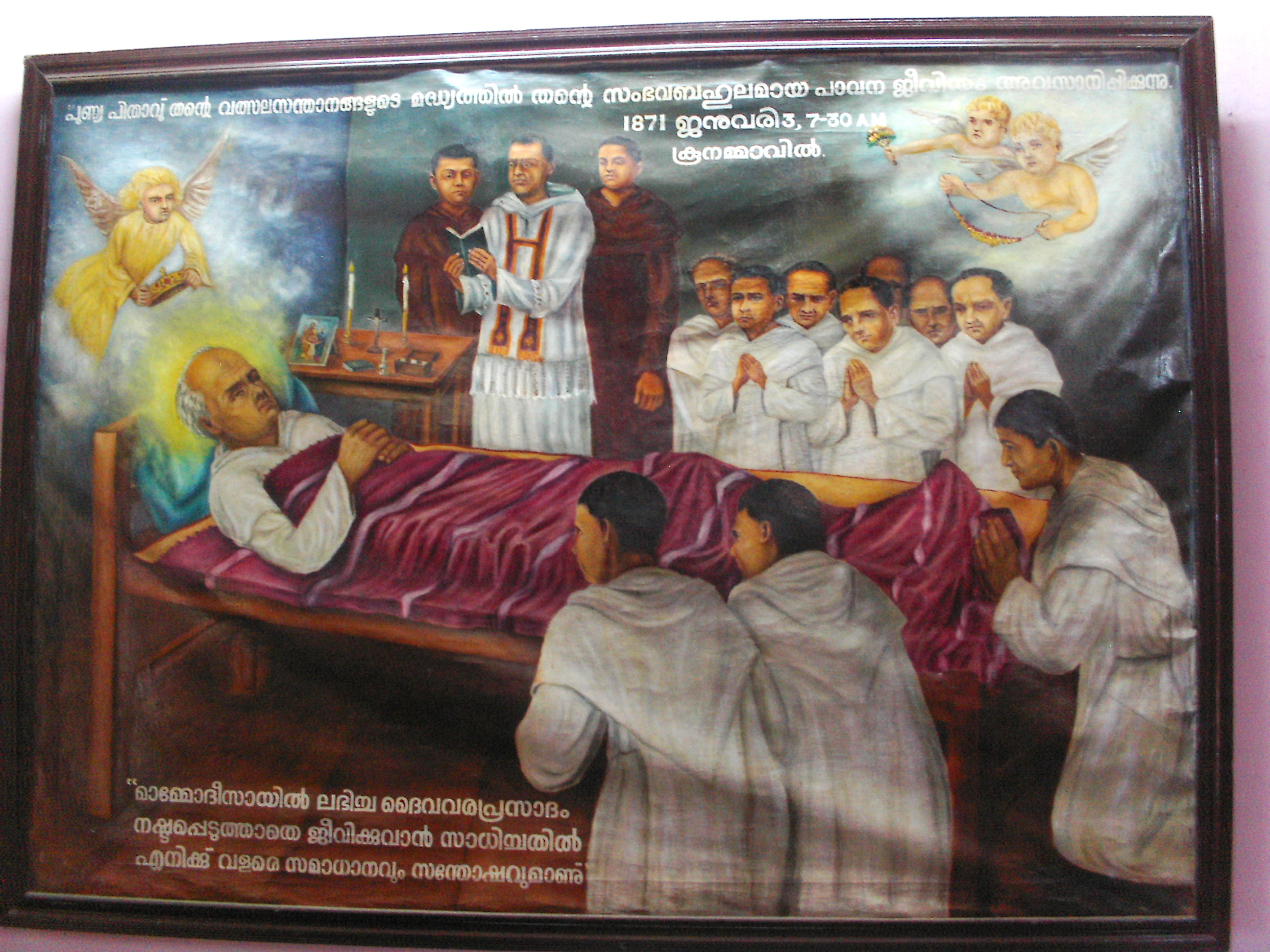
Tod des heiligen Kuriakose Elias Chavara, 1871

Seit 1869 verschlechterte sich der Gesundheitszustand Pater Chavaras zusehends. Er litt auch unter starken rheumatischen Schmerzen. Am 2. Januar 1871, dem Vorabend seines Todes, verabschiedete er sich von seinen Mitbrüdern und erteilte ihnen den letzten Segen. Als er ihre Trauer sah tröstete er sie mit den Worten:

„Warum grämt ihr euch? Jeder Mensch, wer immer er auch sei, muss des einen oder anderen Tages davongehen. Für mich ist die Stunde nun gekommen. Seit meine heiligen Eltern mich gelehrt haben, die heiligen Namen von Jesus, Maria und Josef oft anzurufen, hat mich ihre Schirmherrschaft stets beschützt, und ich spüre, dass ich durch die Gnade Gottes die bei meiner Taufe empfangene heiligmachende Gnade nie verloren habe. Seid weder betrübt noch verwirrt durch meinen Weggang. Unterwerft euch völlig und aus ganzem Herzen dem heiligen Willen Gottes. Gott ist in hohem Maße und unendlich barmherzig. Hier möge eine vollkommene Liebe unter euch allen herrschen. Wenn ihr so handelt, so werdet ihr Gott zur Ehre und den Seelen zum Heil gereichen, und unsere Kongregation wird weiter blühen und gedeihen.“

Am 3. Januar 1871 starb Pater Chavara in Koonammavu, wo sich die erste Niederlassung des von ihm gegründeten Schwesternordens befand. In der dortigen Kirche St. Philomena wurde er beigesetzt.

### Heiligsprechung und Verehrung

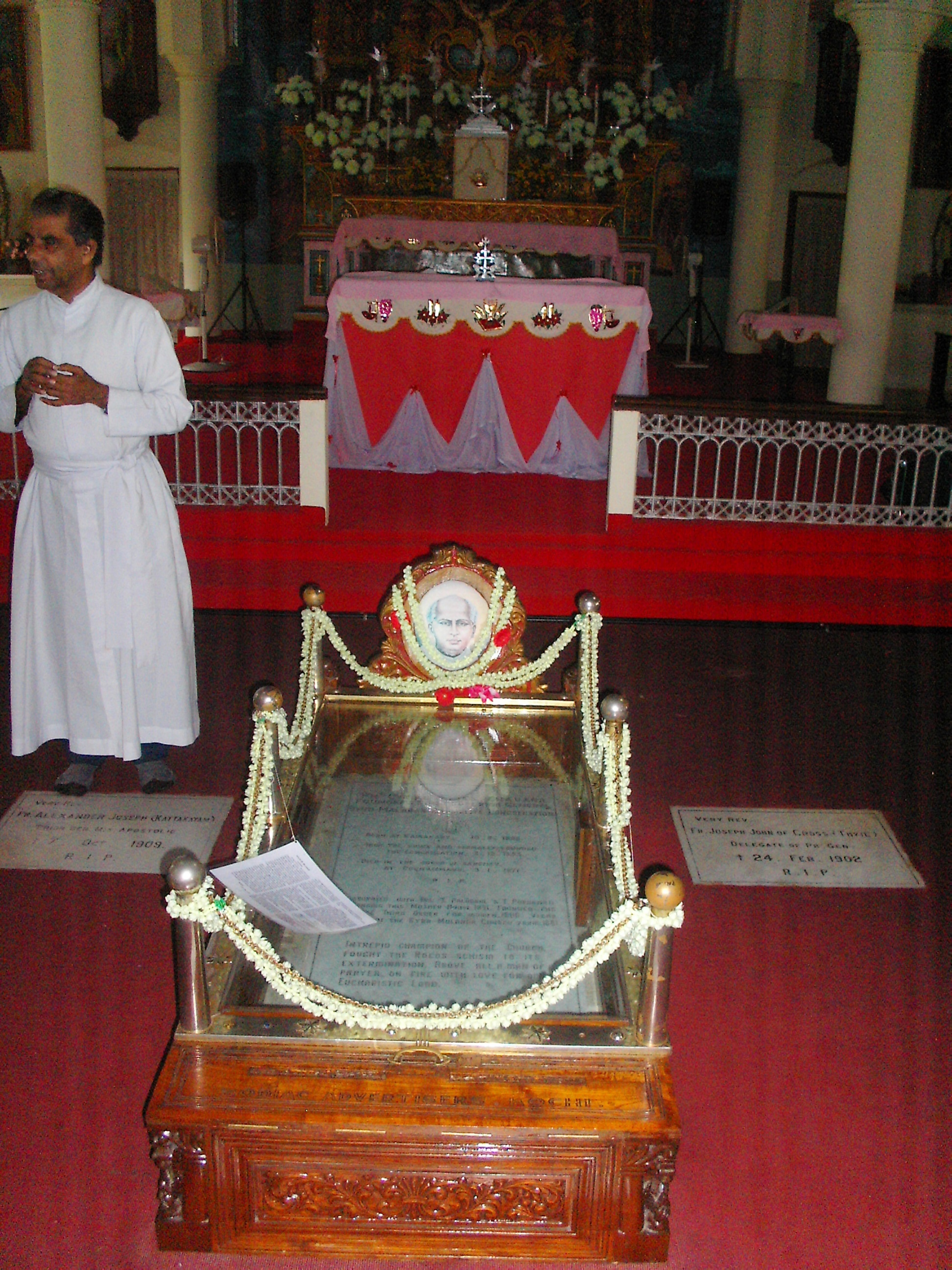
Grab des Heiligen in Mannanam

1889 überführte man seine sterblichen Überreste nach Mannanam, dem Urkloster der Kongregation, nahe Alleppey. Dort ruhen sie noch heute und sein Grab ist zu einem stark frequentierten Wallfahrtsort geworden.
Am 3. Januar 1958 wurde vom Erzbischof von Changanacherry das Seligsprechungsverfahren für Pater Kuriakose Elias Chavara eingeleitet, das am 8. Februar 1986 mit seiner Seligsprechung durch Papst Johannes Paul II. endete. 1987 ehrte ihn die indische Post mit der Herausgabe einer Briefmarke In Indien erhielten mehrere Kirchen das Patrozinium des Seligen, beispielsweise in Bangalore. Im katholischen Teil der Stiftskirche (Neustadt an der Weinstraße) wird eine Reliquie von ihm verehrt.
Am 23. November 2014 wurde er von Papst Franziskus heiliggesprochen.
Die deutsche Buchautorin Waltraud Herbstrith beurteilt den indischen Heiligen folgendermaßen:

„Chavara wurde von den Thomaschristen als „ungekrönter Bischof“ und Erzieher seines Volkes verehrt. Er billigte keineswegs die lateinische Bevormundung der syro-malabarischen Christen, die weitgehend ihrer Eigenständigkeit im Bereich der Liturgie und der kirchlichen Verwaltung beraubt waren. Chavara fiel jedoch nicht in den Fehler, die abendländische Kirche als kolonialen Import anzusehen, nur weil sie das Unglück hatte mit kolonialen Eroberern indischen Boden zu betreten. Als Inder besaß er die Gaben der Geduld, der Weisheit und des Wartenkönnens, ohne sein Ziel, die geistige Wiederbelebung und Freiheit seiner indischen Brüder aus dem Auge zu verlieren. Er sah ... die eigentliche Stärke und Widerstandskraft des christlichen Gewissens in der Haltung der Bergpredigt, nicht in verletzender Aggression, schismatischer Unruhe oder nationaler Überheblichkeit. Chavara war frei von  jenen Komplexen, die ungerechte Behandlung oder lange Freiheitsberaubung hervorrufen können. Die europäischen Missionare betrachtete er als Partner in der Arbeit für das Reich Gottes, auch wenn diese ihm und seinen Mitarbeitern nicht immer die gleiche Achtung entgegen brachten. “